# 키스 캠벨 (생물학자)
키스 캠벨(Keith Campbell, 1954년 5월 23일~2012년 10월 5일)은 영국의 생물학자이다.
그는 서식스 대학교(University of Sussex)에서 박사 학위를 수료하였고, 노팅엄 대학교(Nottingham University)에서 교수를 지내었다.
애든버러 로슬린 연구소의 연구원으로 연구하던 중, 1996년에 영국인 과학자 이언 월무트(lan Wilmut)와 함께 양 돌리(Dolly) 복제에 성공하였다.